# Eruca pinnatifida
Eruca pinnatifida är en korsblommig växtart som först beskrevs av René Louiche Desfontaines, och fick sitt nu gällande namn av Auguste Nicolas Pomel. Eruca pinnatifida ingår i senapskålssläktet, och familjen korsblommiga växter. Inga underarter finns listade i Catalogue of Life.